# گره‌پیچ
گره‌پیچ گرهی است برای بستن طناب به یک حلقه یا طوقه یا طنابی دیگر.

## انواع
- گره‌پیچ بَندینَک: گرهی برای بستن سریع و محکم سر یک طناب به حلقه یا چشمی طناب دیگر با ضخامت متفاوت
- گره‌پیچ عبوری: گره‌پیچی که از آن برای اتصال دو طناب استفاده می‌کنند
- گره‌پیچ عبوری لوزی: گره‌پیچ عبوری که پیش از کشیده شدن از دو سو شکل لوزی پیدا می‌کند و تفاوت آن با گره‌پیچ عبوری ساده آن است که انتهای آن همبندی نمی‌شود
- گره‌پیچ ماهیگیر: گره‌پیچی برای محکم بستن طناب به حلقه یا چشمی